# Filtres de síntesi de xarxa
En el processament de senyals, els filtres de síntesi de xarxa són filtres dissenyats pel mètode de síntesi de xarxa. El mètode ha produït diverses classes importants de filtre, incloent el filtre Butterworth, el filtre Chebyshev i el filtre el·líptic. Originalment estava pensat per ser aplicat al disseny de filtres analògics lineals passius, però els seus resultats també es poden aplicar a implementacions en filtres actius i filtres digitals. L'essència del mètode és obtenir els valors dels components del filtre a partir d'una funció racional donada que representa la funció de transferència desitjada.

## Descripció del mètode
El mètode es pot veure com el problema invers de l'anàlisi de la xarxa. L'anàlisi de xarxes comença amb una xarxa i aplicant els diferents teoremes de circuits elèctrics prediu la resposta de la xarxa. D'altra banda, la síntesi de xarxa comença amb una resposta desitjada i els seus mètodes produeixen una xarxa que produeix o s'aproxima a aquesta resposta.
Originalment, la síntesi de xarxa estava pensada per produir filtres del tipus que abans es descrivia com a filtres d'ona, però que ara normalment només s'anomenen filtres. És a dir, filtres que tenen com a finalitat fer passar ones de determinades freqüències mentre rebutgen ones d'altres freqüències. La síntesi de xarxa comença amb una especificació per a la funció de transferència del filtre, H(s), en funció de la freqüència complexa, s. Això s'utilitza per generar una expressió per a la impedància d'entrada del filtre (la impedància del punt de conducció) que després, mitjançant un procés d'expansions de fracció continuada o parcial, dona com a resultat els valors requerits dels components del filtre. En una implementació digital d'un filtre, H(s) es pot implementar directament.
Els avantatges del mètode s'entenen millor comparant-lo amb la metodologia de disseny de filtres que s'utilitzava abans, el mètode d'imatge. El mètode d'imatge considera les característiques d'una secció de filtre individual en una cadena infinita (topologia d'escala) de seccions idèntiques. Els filtres produïts per aquest mètode pateixen inexactituds a causa de la impedància de terminació teòrica, la impedància de la imatge, no és generalment igual a la impedància de terminació real. Amb els filtres de síntesi de xarxa, les terminacions s'inclouen en el disseny des del principi. El mètode d'imatge també requereix una certa experiència per part del dissenyador. El dissenyador primer ha de decidir quantes seccions i de quin tipus s'ha d'utilitzar, i després del càlcul, obtindrà la funció de transferència del filtre. Pot ser que això no sigui el que cal i hi pot haver diverses iteracions. El mètode de síntesi de xarxa, en canvi, comença amb la funció requerida i genera com a sortida les seccions necessàries per construir el filtre corresponent.
En general, les seccions d'un filtre de síntesi de xarxa són de topologia idèntica (normalment el tipus d'escala més simple), però s'utilitzen diferents valors de components en cada secció. Per contra, l'estructura d'un filtre d'imatge té valors idèntics a cada secció, com a conseqüència de l'enfocament de la cadena infinita, però pot variar la topologia d'una secció a una altra per aconseguir diverses característiques desitjables. Tots dos mètodes fan servir filtres prototip de pas baix seguits de transformacions de freqüència i escala d'impedància per arribar al filtre desitjat final.

Un gràfic de resposta de freqüència de filtres Butterworth de pas baix d'ordres de l'1 al 5. La freqüència de ruptura es normalitza a 1 rad/s i el guany de CC es normalitza a 0 dB. (Nota: aquest és el guany de potència G2, no el guany d'amplitud.)

## Classes de filtres importants
La classe d'un filtre fa referència a la classe de polinomis de la qual es deriva matemàticament el filtre. L'ordre del filtre és el nombre d'elements de filtre presents a la implementació de l'escala del filtre. En termes generals, com més alt sigui l'ordre del filtre, més pronunciada serà la transició de tall entre la banda de pas i la banda de parada. Els filtres sovint reben el nom del matemàtic o de les matemàtiques en què es basen, més que del descobridor o inventor del filtre.

### Filtre Butterworth

Gràfic lineal del guany dels filtres Chebyshev tipus 1 d'ordres 2-5.

Els filtres Butterworth es descriuen com a màximament plans, el que significa que la resposta en el domini de la freqüència és la corba més suau possible de qualsevol classe de filtre d'ordre equivalent.
La classe de filtre de Butterworth va ser descrita per primera vegada en un article de 1930 per l'enginyer britànic Stephen Butterworth, que porta el seu nom. La resposta del filtre la descriuen els polinomis de Butterworth, també a causa de Butterworth.

### Filtre Chebyshev

Gràfic lineal del guany dels filtres el·líptics d'ordres 2-5.

Un filtre Chebyshev té una transició de tall més ràpida que un Butterworth, però a costa que hi hagi ondulacions en la resposta de freqüència de la banda de pas. Hi ha un compromís entre l'atenuació màxima permesa a la banda de pas i la inclinació de la resposta de tall. De vegades també s'anomena Chebyshev tipus I, essent el tipus 2 un filtre sense ondulació a la banda de pas però ondulacions a la banda de parada. El filtre rep el nom de Pafnuty Chebyshev els polinomis de Chebyshev s'utilitzen en la derivació de la funció de transferència.

### Filtre Cauer
Els filtres Cauer tenen la mateixa ondulació màxima a la banda de pas i a la banda de parada. El filtre Cauer té una transició més ràpida de la banda de pas a la banda de parada que qualsevol altra classe de filtre de síntesi de xarxa. El terme filtre Cauer es pot utilitzar de manera intercanviable amb filtre el·líptic, però el cas general dels filtres el·líptics pot tenir ondulacions desiguals a la banda de pas i la banda de parada. Un filtre el·líptic en el límit de ondulació zero a la banda de pas és idèntic a un filtre Chebyshev tipus 2. Un filtre el·líptic en el límit de ondulació zero a la banda d'aturada és idèntic a un filtre Chebyshev tipus 1. Un filtre el·líptic en el límit de ondulació zero en ambdues bandes de pas és idèntic a un filtre Butterworth. El filtre rep el nom de Wilhelm Cauer i la funció de transferència es basa en funcions racionals el·líptiques. Els filtres de tipus Cauer utilitzen fraccions continuades generalitzades.

Gràfic lineal del guany dels filtres de Bessel d'ordres 1-4.

### Filtre Bessel
El filtre de Bessel té un retard màxim de temps (retard de grup) sobre la seva banda de pas. Això dona al filtre una resposta de fase lineal i fa que passi formes d'ona amb una distorsió mínima. El filtre de Bessel té una distorsió mínima en el domini del temps a causa de la resposta de fase amb freqüència en contraposició al filtre de Butterworth que té una distorsió mínima en el domini de freqüència a causa de la resposta d'atenuació amb freqüència. El filtre de Bessel rep el nom de Friedrich Bessel i la funció de transferència es basa en polinomis de Bessel.
|  |